# Tikehau (atolón)
Tikehau es un atolón de las Tuamotu, en la Polinesia Francesa. Administrativamente es una comuna asociada a la comuna de Rangiroa. Está situado al noroeste del archipiélago, a 300 km al noreste de Tahití y a 10 km al oeste de Rangiroa.

## Historia
El nombre Tikehau significa «aterrizaje para la paz». El primer europeo registrado que llegó a Tikehau fue el marino ruso Otto von Kotzebue. Llamó a este atolón Isla Krusenstern, en honor al explorador ruso Adam Johann von Krusenstern. La Expedición Wilkes pasó por este atolón el 9 de septiembre de 1839.
En una visita realizada en 1987, el grupo de investigación de Jacques Cousteau hizo un estudio de la laguna de Tikehau y descubrió que contiene una mayor variedad de especies de peces que cualquier otro lugar de la Polinesia Francesa.
Hoy, Tikehau es un destino turístico, popular por sus playas de arena rosa y su excepcional fauna submarina.

## Geografía
Tikehau es un atolón casi circular de 26 km de diámetro y de una anchura de entre 300 y 1000 m, con un único paso para barcos pequeños. La superficie total es de 20 km². Es considerado el atolón con más peces de las Tuamotu. Abundan rayas, barracudas, atunes y tiburones grises. También tiene numerosas colonias de aves en los islotes aislados de la laguna. 
La laguna ovalada del atolón tiene 27 kilómetros de largo y 19 de ancho, con una superficie de unos 461 kilómetros cuadrados. El atolón está formado por dos islas principales y numerosos islotes. El cuarto noreste del atolón es una sola isla, en su mayor parte deshabitada. Todo el atolón está rodeado por un arrecife de coral casi continuo. Hay un único paso lo suficientemente profundo y ancho para la navegación dentro y fuera de la laguna: El paso de Tuheiava está situado en la orilla occidental. Las islas e islotes están cubiertos de cocoteros. El pueblo principal se llama Tuherahera.

### Geología
Desde el punto de vista geológico, el atolón es la excrecencia coralina (10 metros) de la cumbre del monte volcánico del mismo nombre, de 1.750 metros de altura, desde el fondo del océano, que se formó hace unos 63,5 a 65,1 millones de años.
Tikehau, junto con Niau y sobre todo Makatea, es un atolón elevado (el punto más alto está a 10 metros sobre el nivel del mar) resultante de un feo, es decir, un arrecife de coral que quedó expuesto y "dolomitizado" cuando fue sacado del agua durante un abultamiento de la litosfera hace entre 1 y 2 millones de años.

## Fauna y flora
Durante sus numerosas expediciones, Jacques Cousteau definió el mar que rodea a esta isla como uno de los más ricos en peces en el mundo. De hecho, la laguna de Tikehau alberga rayas águila, bancos de barracudas y atunes, tiburones martillo, tiburones grises, tortugas, delfines y otra variedad de animales.
El atolón también alberga numerosas colonias de aves, como el carricero de pico largo o carricero de Tahití (Acrocephalus caffer), el tilopo de Tuamotu (Ptilinopus coralensis) y el raro loro Vini peruviana.

## Economía
Tikehau tiene una industria pesquera tradicional con piscifactorías situadas cerca del paso de Tuheiava, así como una pequeña industria de cultivo de perlas.
Sin embargo, la economía del atolón se basa principalmente en el turismo, desarrollado en torno al complejo "Tikehau Pearl Beach", cuya actividad aumentó con la construcción de un aeródromo de 1.200 metros de longitud en 1977. y 40.000 pasajeros al año, un tercio de los cuales están en tránsito, lo que lo convierte en uno de los más concurridos de las Tuamotus. Además, desde 2018, el atolón cuenta con cuatro hidrosuperficies autorizadas (tres en el sur de la laguna, una en la bajada oceánica) que permiten el aterrizaje de hidroaviones.
Otras de las principales fuentes de ingresos son la extracción de copra subvencionada por el gobierno y la pesca comercial. Hay un panadería, dos pequeñas tiendas y un pequeño bar. En 2001, se construyó un pequeño aserradero con ayuda del gobierno, en el que encuentran trabajo entre tres y cinco lugareños. También hay un centro de buceo, un hotel de lujo y un aeropuerto con el código IATA TIH.

## Religión
La mayor parte de la población como en el resto de las Islas Tuamotu es seguidora del cristianismo esto como consecuencia de la actividad de misioneros tanto católicos como protestantes. La iglesia católica posee un edificio religioso en el lugar conocido como Iglesia de San Nicodemo (Église de Saint-Nicodème) cuya historia se remonta a 1867, aunque la estructura actual fue consagrada solo en 1992. Esta depende de la Arquidiócesis metropolitana de Papeete con sede en la isla de Tahítí.

## Galería

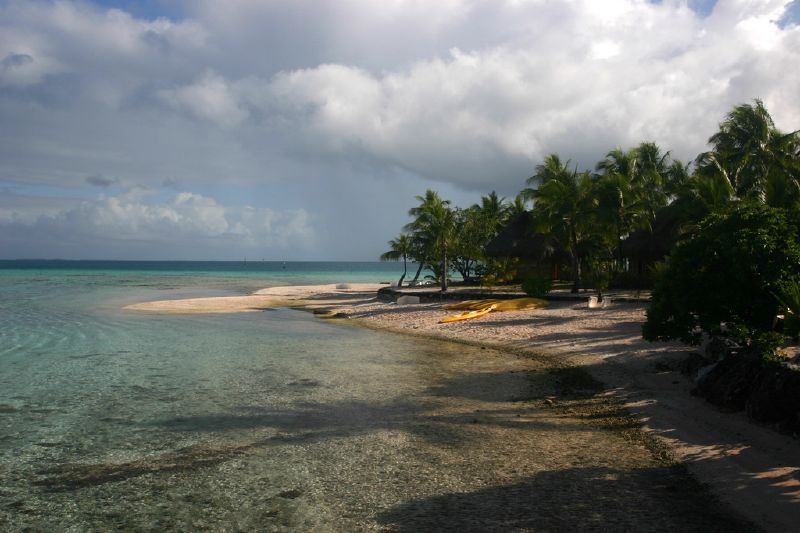
Playa.
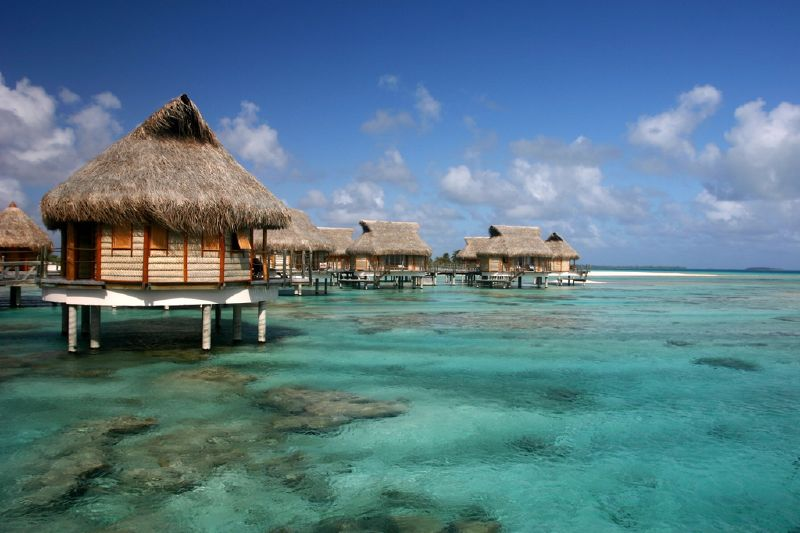
Hotel en la laguna.
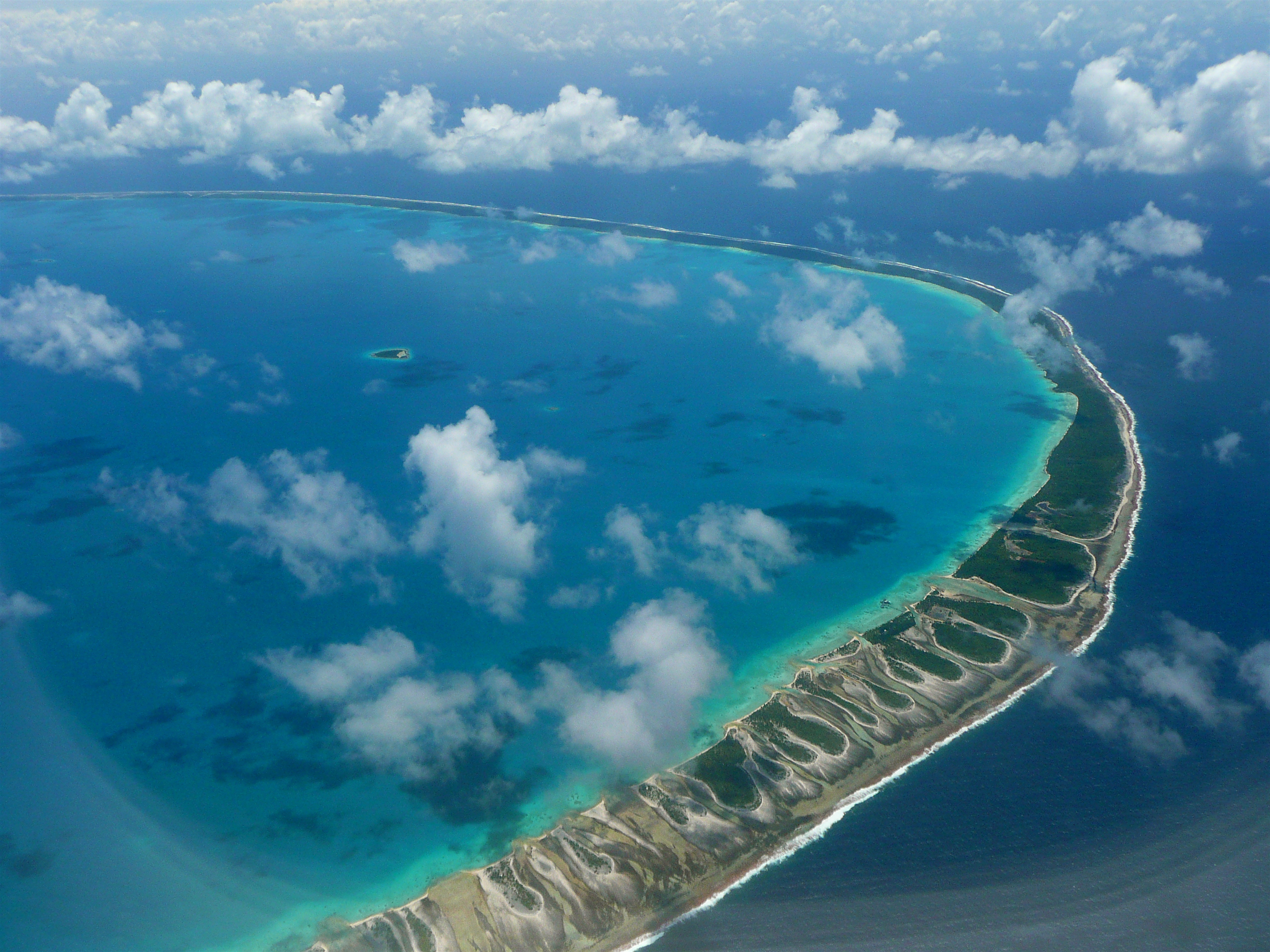
Vista aérea del arrecife.
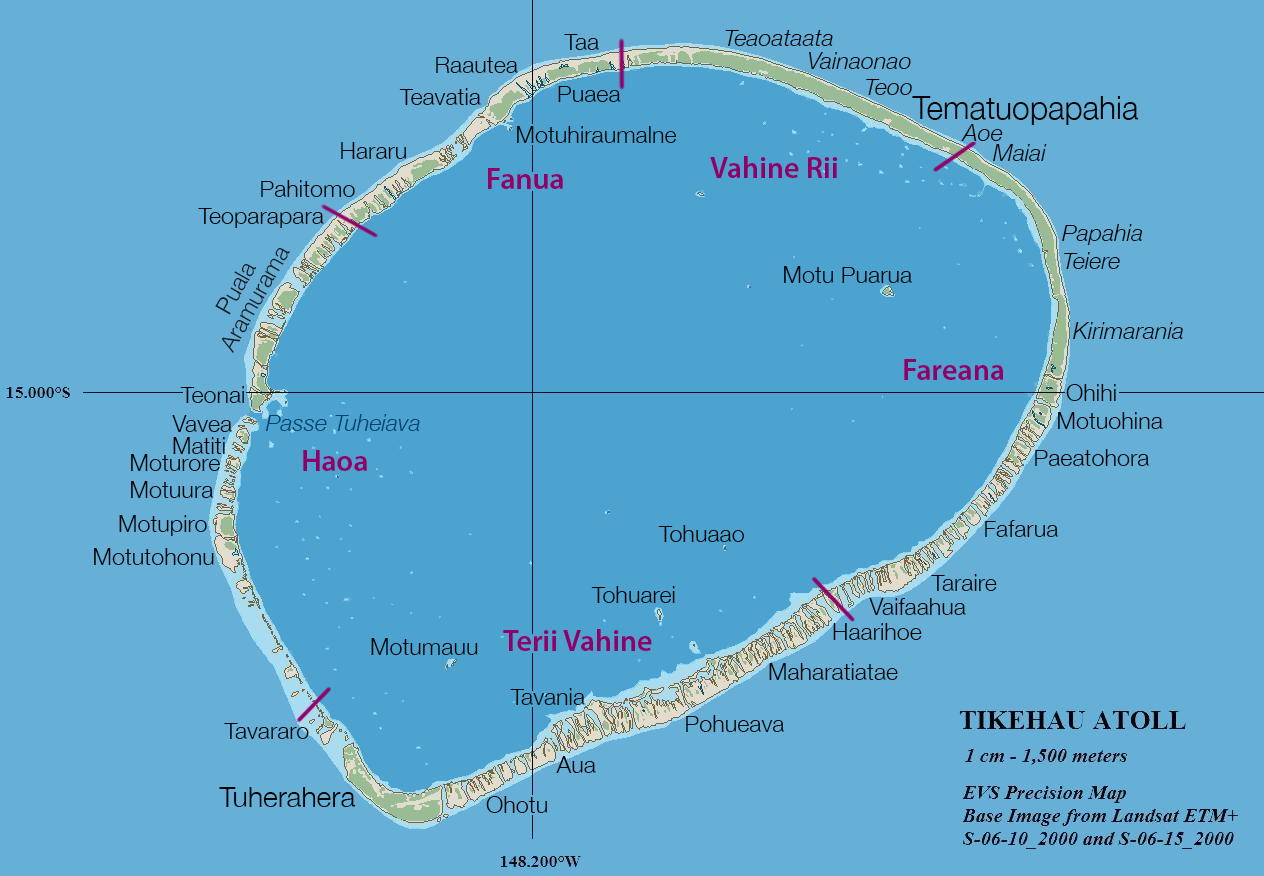
Mapa del atolón.